# 朱利亚诺·诺斯蒂尼
朱利亚诺·诺斯蒂尼（義大利語：Giuliano Nostini，1912年10月3日—1983年8月16日），意大利击剑运动员。他曾代表意大利参加1948年夏季奥林匹克运动会击剑比赛，结果获得男子团体花剑银牌。